# Le Télégramme des Vosges
Le Télégramme des Vosges est un quotidien régional français, paru entre 1918 et 1940 principalement dans les Vosges. Il s'agit d'un journal rattaché à l'Union Nationale Républicaine et dont la  diffusion est notable : 11 000 exemplaires sont tirés en 1920, puis 20 000 exemplaires en 1939. En 1925, le Télégramme des Vosges est racheté par la Presse de l'Est qui publie à Nancy L'Éclair de l'Est.

## Histoire

### Le fondateur Henri Barotte
Henri Barotte, le fondateur du quotidien, est un abbé spinalien, déjà impliqué dans la presse régionale avant de créer le Télégramme. En 1907, alors qu'il était nommé directeur du bureau des œuvres diocésaines par l'évêque Alphonse-Gabriel Foucault, il avait fait paraître le Bulletin paroissial vosgien, un périodique commun à toutes les paroisses du diocèse de Saint-Dié. En 1915, il publiait le Foyer vosgien, un hebdomadaire qui deviendra la Croix de Lorraine. C'est le 10 octobre 1918 qu'est publié le premier numéro du Télégramme des Vosges.

### La création du journal
Le Télégramme des Vosges est né à Épinal d'une société anonyme créée en septembre-octobre 1918 par Louis Calba, un commerçant de cette ville, et composée de 45 actionnaires. Les principaux sont des industriels (51 % du capital), notamment Max Prud'homme, d'Épinal (20 actions), Émile Walter, de Granges-sur-Vologne, Charles Victor Hatton, de Lépanges-sur-Vologne, Paul Peters, d’Épinal, le maître de forges Albert de Pruines, de Semouse (10 actions chacun), Paul Feltz, d'Épinal (5 actions) et la société Witz et Feltz, Paul Vogelweith et son épouse (5 actions chacun), Jean Bouloumié, de Vittel, et d'autres. Des commerçants comme Calba (10 actions) ou Albert Wolfelsperger, d'Épinal (20 actions) représentent 19,5 % des actionnaires. Plusieurs ecclésiastiques (8,5 %) ont souscrit des actions, dont Henri Barotte (10 actions) et l'évêque de Saint-Dié, Alphonse-Gabriel Foucault (2 actions). Un seul homme politique compte parmi les actionnaires : Maurice Flayelle, député de la circonscription de Remiremont. À sa création, le capital de la société du Télégramme des Vosges est de 200 000 francs,.
Aux premiers jours, le quotidien est entièrement rédigé sur une feuille dont les deux pages sont divisées en 6 colonnes. Puis, à partir du 4e numéro, le Télégramme paraît régulièrement en 4, 6 ou 8 feuilles. La première page comporte les informations nationales, tandis que les informations locales, la publicité et les petites annonces recouvrent les pages suivantes. Le journal n'échappe pas à la censure.

### Évolution et dissolution de la société
Le capital de la société du Télégramme est augmenté en 1920 par 100 actions nouvelles, souscrites notamment par l’industriel et ancien ministre Henry Boucher, sénateur des Vosges jusqu’en 1920 (30 actions), l'industriel du textile Max Prud’homme (10 actions), Paul Feltz (10 actions), Maurice Flayelle (8 actions). Il est porté en 1922 à 400 000 francs. Mais la mort de l'abbé Henri Barotte le 20 novembre 1924 amène les actionnaires réunis en une assemblée générale à dissoudre la société un mois plus tard.
Un contrat est alors passé en décembre 1924 entre le groupe de presse catholique La Presse régionale et les liquidateurs du Télégramme, les industriels Max Prud'homme et Daniel Geistodt-Kiener, permettant au Télégramme des Vosges de conserver son identité,.

### Édition  vosgienne deL'Éclair de l'Est
Le journal devient à partir du 1er janvier 1925 l'édition vosgienne de L'Éclair de l'Est, quotidien nancéien publié par la Presse de l'Est et financé en partie par La Presse régionale. La société nancéienne lui conserve son caractère départemental, par le maintien de son titre et par la création d'un bureau de rédaction, d'administration et de publicité à Épinal, doublé par un second bureau à Saint-Dié et par un réseau de correspondants. La fabrication du journal, en revanche, se fait désormais à Nancy. 
En 1925, la Presse de l'Est passe sous le contrôle des parlementaires de Meurthe-et-Moselle de la Fédération républicaine, Louis Marin, nouveau président du parti, François de Wendel, magnat de l'acier, et Édouard de Warren. Dès lors, le Télégramme des Vosges devient le périodique de ce parti de droite dans les Vosges.
Le tirage du journal se stabilise entre 1925 et 1935 à 11 000 exemplaires, bien moins que son rival, L'Express de l'Est, de centre-gauche, fondé en 1921 et contrôlé jusqu'en 1936 par l'industriel protestant Paul Lederlin.

Le journal est financé par les industriels vosgiens de droite, représentés par Daniel Geistodt-Kiener (1881-1965), administrateur-délégué de la SA des tissus de Golbey, et Georges Laederich, entrés en 1927 au conseil d'administration de la Presse de l'Est et vice-présidents de la fédération vosgienne de la Fédération républicaine depuis cette date. En témoigne cette lettre de Laederich à Jules Dassonville, dirigeant de La Presse régionale et administrateur de la Presse de l'Est, en 1933 : 

« Nous avons examiné, M. Geistodt et moi, ce que nous pouvions faire de notre côté. La conclusion a été que nous ne pouvions rien demander dans les Vosges où la situation est de nouveau en train d'empirer. Tant que la Meurthe-et-Moselle n'aura pas fait un effort proportionné à sa puissance économique et à ses possibilités, nous ne pourrons décemment pas demander d'argent à nos amis, d'autant plus que, quoi qu'on dise et quoi qu'on fasse, le Télégramme est toujours le parent pauvre de l'organisation de la Presse de l'Est. »

Dans les dernières années des années 1930, c'est Laederich, alors à la tête d'une officine patronale anticommuniste, qui contribue au financement de L'Éclair de l'Est et du Télégramme des Vosges, déficitaires.
Le journal cesse de paraitre le 14 juin 1940.

## Ligne éditoriale

### Les rédacteurs en chef et journalistes

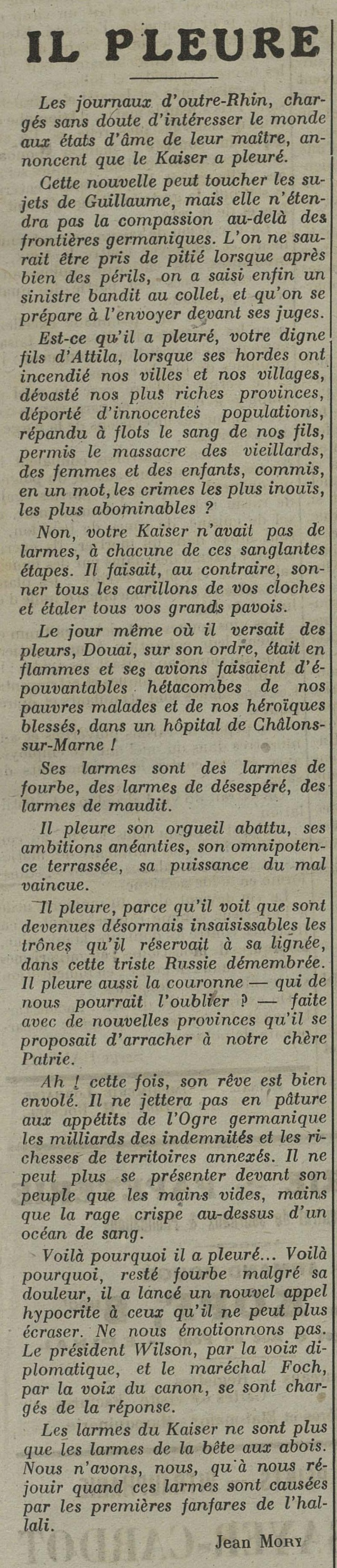
Extrait du 4e numéro du Télégramme : Jean Mory rédige un article à propos de l'empereur allemand Guillaume II.

En 1918, une enquête est organisée par le commissaire de police afin de déterminer qui se trouve aux commandes de ce journal. Elle indique alors que le gérant Roussel est un « réactionnaire militant » et que l'imprimeur Collot est « l’imprimeur de tous les journaux de la réaction et de toutes les feuilles religieuses ».
Henri Barotte confie tout d'abord le poste de rédacteur en chef à Jean Mory, originaire de Clermont-Ferrand. Ce dernier a auparavant travaillé à L'Est républicain de Nancy comme secrétaire de rédaction,. Dans le 1er numéro du Télégramme le 10 octobre 1918, Jean Mory expose le programme du journal centré autour de l'Union sacrée.

« Notre programme est le programme de tous les bons Français. C'est celui du poilu qui lutte et souffre depuis plus de quatre ans dans les tranchées ; c'est celui de la France de l'arrière, qui donne si généreusement le sang de ses fils, qui travaille dans ses champs ou dans ses ateliers avec tant de fierté patriotique, de courage patient et d'héroïque abnégation, au milieu de ses deuils cruels, à maintenir la prospérité nationale, à relever ses ruines, à permettre à nos vaillants soldats de pouvoir arracher chaque jour à l'ennemi abhorré un lambeau de plus de notre chère patrie.
Ce programme, c'est celui de l'Union sacrée. Rien ne pourra nous en écarter. »

Le même rédacteur en chef tient des propos virulents contre l' empereur allemand Guillaume II dans le quatrième numéro du journal.
Mory quitte le Télégramme le 26 novembre 1921 pour redevenir secrétaire de rédaction du journal nancéien,. 9 mois plus tard, le poste est repris par Joseph Grave jusqu'en 1924, avant que l'abbé Barotte ne reprenne lui-même la direction jusqu'à sa mort. Joseph Grave devient le cofondateur et le secrétaire général de la Fédération des catholiques vosgiens, affiliée à la Fédération nationale catholique, fondée en 1924 et présidée à l'origine par l'industriel Max Prud'homme, actionnaire du Télégramme. Grave est ensuite rédacteur en chef du quotidien L'Éclair comtois, à Besançon, de 1928 à 1938 .
Émile Meyer est journaliste au Télégramme des Vosges de 1924 à 1927 avant d'être appelé à Nancy pour devenir sous-directeur de L’Éclair de l’Est puis directeur en 1934. 
À la fin des années 1920, le rédacteur en chef est Joseph Ligier, qui quitte les Vosges début 1929 pour devenir rédacteur en chef du journal L'Alsace, à Belfort.
Henri Maire lui succède. Il est issu de la Moselle où son père travaille à l'imprimerie du journal messin Le Lorrain. Il a travaillé pour les quotidiens Le Messin puis  Le Lorrain avant de venir s'installer dans les Vosges vers 1928-1929. Il est à la fois membre de la Fédération républicaine et des Jeunesses patriotes, préside à partir de 1933 le Centre vosgien d'action républicaine, sociale et agraire d'Épinal et il se porte candidat, sans succès, aux élections législatives de 1936 à Épinal contre le sortant radical-socialiste, Marc Rucart. Il quitte les Vosges fin août 1936 pour faire carrière en Moselle, au Républicain lorrain, puis dans la Somme au Progrès de la Somme puis au Courrier picard après la Seconde Guerre mondiale.

### Idéologie
Le quotidien publie souvent des propos opposés au socialisme et au communisme. Le journal conserve ses positions conservatrices et cléricales au moins jusqu'en 1925, année à partir de laquelle sa publication dépend de L'Éclair de l'Est.

Lors des élections législatives de 1919 et 1924, les journalistes soutiennent les candidats de droite et s'attaquent aux partis politiques de gauche, comme le SFIO. La Première Guerre mondiale marque l'opinion vosgienne : les journaux de droite connaissent un plus grand succès dans les Vosges que ceux de la gauche, surtout dans les milieux ruraux. L'Express de l'Est, journal radical modéré et concurrent du Télégramme, est très consulté à Épinal mais il n'atteint les 20 000 exemplaires qu'en 1939, alors que le Télégramme les tire dès 1925, à la suite de son rachat.

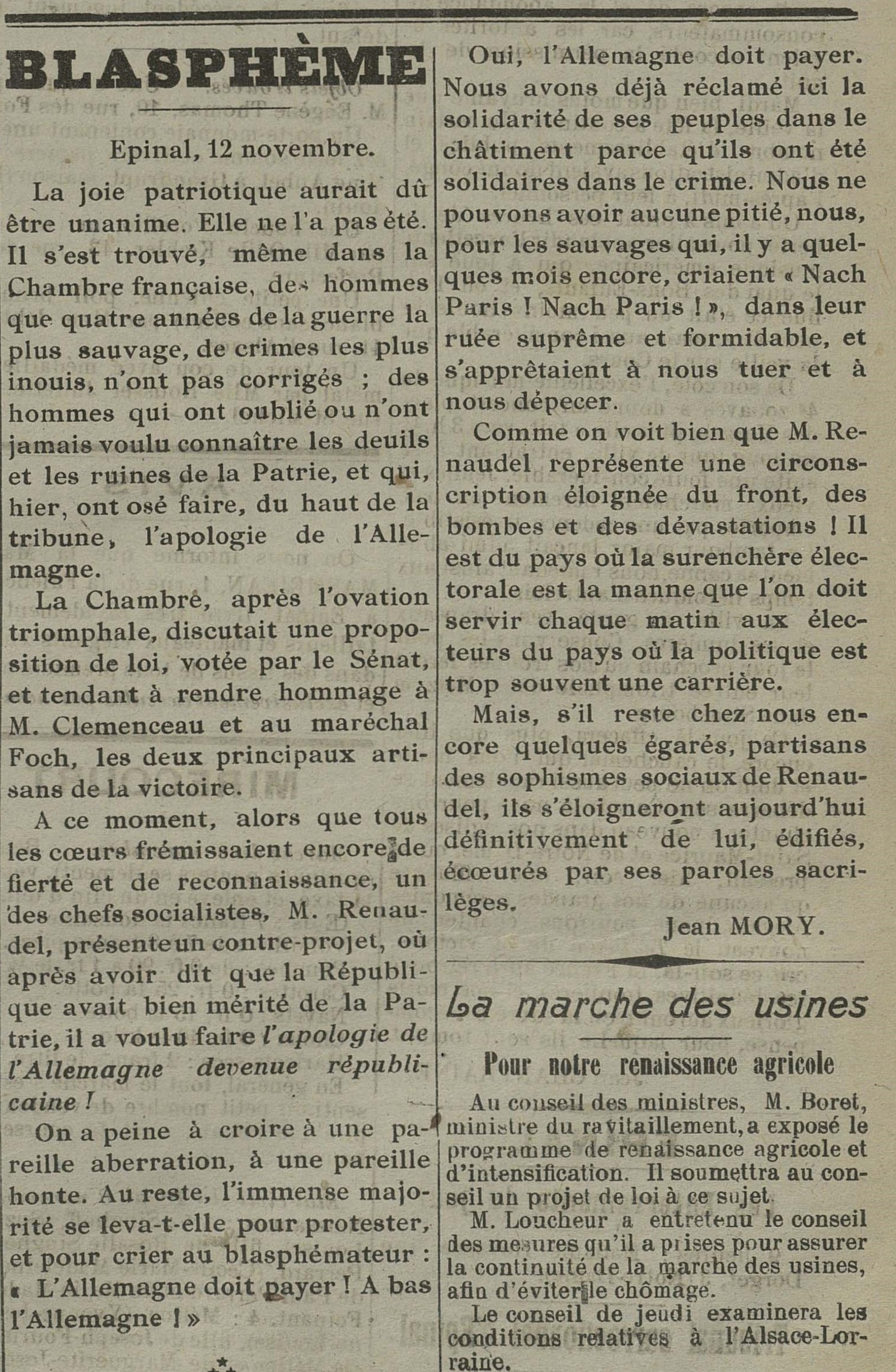
Extrait du Télégramme des Vosges, 13 novembre 1918. Article de Jean Mory à propos d'un chef socialiste.
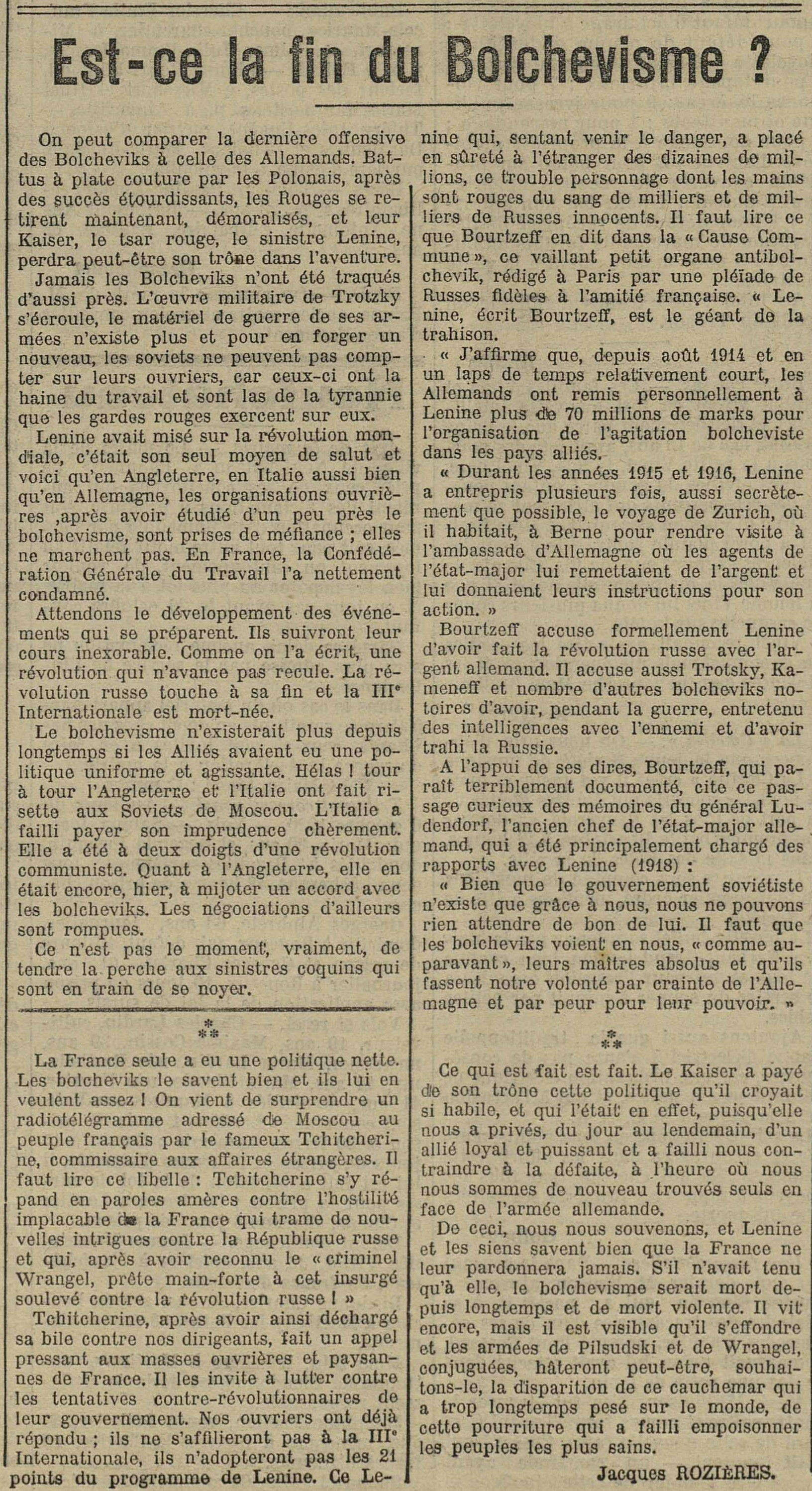
Extrait du Télégramme des Vosges, 9 octobre 1920. Article de Jacques Rozières montrant le point de vue anticommuniste de l'auteur.

Le quotidien affiche à partir de 1925 les convictions des dirigeants lorrains de la Fédération républicaine et combat ses adversaires de gauche.